# James Luceno
James Luceno (* 1947) ist ein US-amerikanischer Autor. Er veröffentlichte bisher elf Romane im Star-Wars-Universum. Zusätzlich veröffentlichte er das E-Book Darth Maul: Saboteur.
Luceno ist auch der Autor der Web Warrior-Serie und Co-Autor der in den USA populären Robotech-Reihe, welche er zusammen mit seinem Freund Brian Daley unter dem Pseudonym Jack McKinney schrieb. Daley und Luceno schrieben 1986 zusammen auch die Drehbücher für die Cartoonserie Galaxy Rangers. James Luceno schrieb auch die Romanadaptionen zu den Filmen Die Maske des Zorro, The Shadow und von Indiana Jones und das Königreich des Kristallschädels. Lucenos 2014er Star-Wars-Roman Tarkin war einer der ersten vier Romane die innerhalb des Franchise veröffentlicht wurden, nachdem Lucasfilm die Kontinuität im April 2014 neu definierte. 2015 erschien der Titel auch als Taschenbuch.
Er lebt in Annapolis (Maryland) zusammen mit seiner Frau und seinen Kindern.

## Bibliografie (Auszug)
- 1993: Die Abenteuer des jungen Indiana Jones: Mata Hari, Paris 1916
- 1994: Shadow und der Fluch des Khan
- 1995–2006: Die Web-Warrior-Reihe
- 2000: Die Maske des Zorro
- 2000: Star Wars: The New Jedi Order: Agents of Chaos I: Hero's Trial (Deutsch: Das Erbe der Jedi-Ritter: Der Untergang, 2003, ISBN 978-3-442-35822-9)
- 2000: Star Wars: The New Jedi Order: Agents of Chaos II: Jedi Eclipse (Deutsch: Das Erbe der Jedi-Ritter: Die letzte Chance, 2003, ISBN 978-3-442-35883-0)
- 2001: Star Wars: Cloak of Deception (Deutsch: Schleier der Täuschung, 2012, ISBN 978-3-442-26854-2)
- 2003: Star Wars: The New Jedi Order: The Unifying Force (Deutsch: Das Erbe der Jedi Ritter: Vereint durch die Macht, 2007, ISBN 978-3-442-24489-8)
- 2004: Inside the Worlds of Star Wars Trilogy (Deutsch: Die Welten der Star Wars Trilogie, 2004, ISBN 978-3-89880-405-9)
- 2005: Star Wars: Labyrinth of Evil (Deutsch: Star Wars: Labyrinth des Bösen, 2005, ISBN 978-3-442-36226-4)
- 2005: Star Wars Revenge of the Sith: The Visual Dictionary (Deutsch: Star Wars: Episode III: Die illustrierte Enzyklopädie, 2005, ISBN 978-3-8025-3441-6)
- 2005: Dark Lord: The Rise of Darth Vader (Deutsch: Star Wars – Dunkler Lord. Der Aufstieg des Darth Vader, 2006, ISBN 978-3-442-36609-5)
- 2007: Star Wars Kompendium – Die illustrierte Enzyklopädie (Episoden I-VI)
- 2008: Millennium Falcon (Deutsch: Star Wars: Millennium Falke, 2011, ISBN 978-3-442-37851-7)
- 2008: Die Robotech-Reihe (unter Pseudonym)
- 2008: Indiana Jones. Alle Filme, Abenteuer, Schauplätze. coventgarden bei Dorling Kindersley, München, ISBN 978-3-8310-9065-5.
- 2012: Star Wars: Darth Plagueis (Deutsch: Star Wars: Darth Plagueis, 2012, ISBN 978-3-442-38045-9)
- 2013: David West Reynolds, Ryder Windham & James Luceno: Star Wars. Episode I-VI. Die illustrierte Enzyklopädie der kompletten Saga. Dorling Kindersley, München, ISBN 978-3-8310-1748-5.
- 2014: Star Wars: Tarkin (Deutsch: Star Wars: Tarkin, 2016, ISBN 978-3-7341-6061-5)
- 2016: Star Wars: Catalyst. A Rogue One Novel (Deutsch: Star Wars: Der Auslöser – Ein Rogue-One-Roman, 2017, ISBN 978-3-7341-6118-6)